# Tilia nasczokinii
Tilia nasczokinii är en malvaväxtart som beskrevs av N.V. Stepanov. Tilia nasczokinii ingår i släktet lindar, och familjen malvaväxter. Inga underarter finns listade i Catalogue of Life.

## Bildgalleri

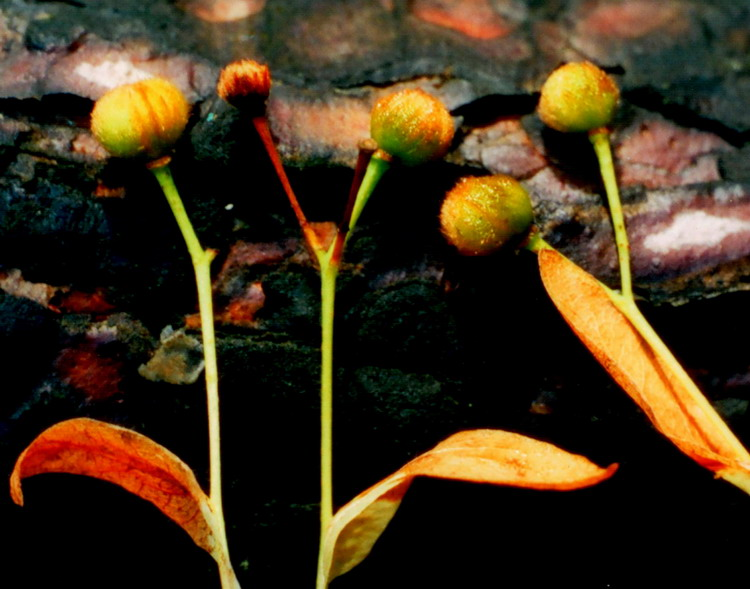